# Coast to Coast AM
Coast to Coast AM es un programa de radio nocturno norteamericano que aborda una variedad de asuntos, pero los temas que trata con más frecuencia son aquellos relacionados con lo paranormal y las teorías de la conspiración. Desde sus inicios en 1988 hasta 2003 estuvo presentado por Art Bell y actualmente está George Noory. Se emite siete noches a la semana desde las 10:00 de la noche hasta las 2:00 de la madrugada en Tiempo Pacífico, el programa está sindicado y está distribuido por Premiere Networks, una subsidiaria de iHeartMedia. El programa atrae a más de 4,5 millones de oyentes cada noche, haciéndolo uno de los programas de media noche más escuchados de América del Norte.
Se puede sintonizar por Internet a través de su sitio web oficial o mediante Streaming desde la plataforma iHeartRadio, misma que funge como productora del programa a través de su subsidiaria Premiere Networks, desde las 1:00 de la madrugada hasta las 5:00 de la mañana, Hora del este. Así mismo, el programa es transmitido en Amplitud Modulada y Frecuencia Modulada en más de 600 estaciones de radio a través de América del Norte, incluyendo Estados Unidos, Canadá, México y Guam.

## Formato y temas a tratar
Coast to Coast AM toca temas insólitos y está lleno de historias personales relacionadas con los oyentes, el programa consiste en una combinación variada de llamadas entrantres y en directo, así como de entrevistas de larga duración. Si bien el contenido del programa es variable, la mayoría de las noches se centran en lo paranormal, y temas como el ocultismo, la visión remota, los fantasmas, predicciones físicas, metafísica, experiencias cercanas a la muerte, teorías de conspiración, Ovnis, Área 51, cambio climático, cosmología, círculos en los cultivos, física cuántica, encuentros con extraterrestres, ciencia y religión, criptología, el Big Foot, teoría de la tierra hueca, ciencia ficción y entre otros temas paranormales variados y anómalos. Desde los ataques terroristas llevados a cabo en los Estados Unidos el 11 de septiembre de 2001, los acontecimientos de ese día (así como las teorías de conspiración en torno a ellas) y la actual estrategia de Estados Unidos contra el terrorismo, también se han convertido en temas frecuentes. George Noory también tiene interés en la predicción del día del juicio final de 2012, y cree que algo va a suceder, no obstante aseguró durante las retransmisiones por radio en directo que intuía que tras haber transcurrido dicha fecha podrían suceder cambios a nivel de consciencia en la Tierra, pero que aún seguiríamos poblándola.
Después de la canción característica del programa de Giorgio Moroder "The Chase", de la película El expreso de medianoche, la emisión comienza con la lectura de los acontecimientos actuales dadas por el presentador, por lo general y con al menos una historia extraña o peculiar. Esto generalmente da seguimiento a una entrevista a un invitado durante la primera hora (con las líneas telefónicas abiertas si hay tiempo suficiente) y después una entrevista de 3 largas horas con un segundo invitado. Para la última hora del programa, la gente puede llamar para hacer preguntas al segundo invitado. Ocasionalmente, se realizan debates con los invitados sobre los temas principales a tratar del programa y a veces se discuten temas tradicionales con entrevistas a escritores y políticos notables que suelen ser bastante destacables.
En raras ocasiones, los presentadores han cortado la conexión de las entrevistas cuando han visto que los invitados eran poco íntegros y éticos, incomprensibles, abusivos o paternalistas. Cuando esto ocurre, el resto del programa se llena de líneas abiertas. Con los invitados que han tenido entrevistas relativamente cortas debido a las malas conexiones telefónicas por ejemplo, o en el último minuto, se vuelve a planificar una nueva fecha para una entrevista posterior. Algunos invitados han sido impugnados. No obstante, las directrices en conjunto del programa están enfocadas generalmente a las opiniones y visiones de lo relacionado con lo paranormal, y aparte de los debates y las discusiones en grupo, los invitados son por regla general libres de expresar sus propias opiniones o teorías.
En 2008, George Noory se ofreció voluntario para una elaboración de las políticas del programa, respetando las polémicas opiniones de los invitados habituales. Explicó que siempre que no exista ningún elemento de hostilidad hacia terceros, es la política del programa permitir la expresión de "opiniones incuestionables". Dio como ejemplo los argumentos de Richard Hoagland, sobre que las estructuras de Marte son artificiales y que fueron construidas por una civilización en un tiempo que habitó el planeta. Noory acepta que esta teoría no tiene apoyo alguno en la comunidad científica planetaria, pero dijo que Coast to Coast existe, en parte, para proporcionar tales ideas excéntricas. Añadió que, en vista de que los invitados nunca se les paga honorarios por su presencia, es inevitable que promocionar libros, videos o páginas web sea a menudo una motivación para los invitados que se sacrifican en un sueño durante la noche.
Durante las horas de "líneas abiertas", se cogen las llamadas y se ponen en el aire. Bajo dirección de George Noory, a las líneas abiertas se les ha añadido tópicos adicionales para los oyentes que quieran compartir sus historias o experiencias acerca de un tema o situación. El programa tiene múltiples números telefónicos para:
1. "East of the Rockies"
2. "West of the Rockies"
3. "First-time callers"
4. "International callers"
5. A "wild card" line
6. Skype (cuando Noory está retransmitiendo)

Desde el 2007, George Noory ha añadido una "línea especial", que es una línea dedicada, con diferentes temas, tal como "Gente que es extraterrestre", "Viajeros del tiempo", "Personal del Área 51", etc.
Todo ello está anunciado al comienzo de cada emisión por Ross Mitchell (la voz de Coast to Coast). En ocasiones especiales, Coast to Coast AM ofrece más números de llamada, incluyendo líneas que están reservadas para oyentes que llaman con "temáticas" especiales, por ejemplo los que dicen ser de otras dimensiones, de otro período y los poseídos por espíritus.
La edición de Halloween de Coast to Coast AM pasa a llamarse Ghost to Ghost AM para que los oyentes llamen para contar sus historias de fantasmas. El programa de Nochevieja va enfocado más a las llamadas de los oyentes en relación con sus predicciones para el próximo año, y el presentador, evalúa las predicciones hechas un año antes.

## Presentadores
George Noory es el anfitrión del programa entre semana, y el primer domingo de cada mes. Ian Punnett está los sábados por la noche, y el segundo domingo de cada mes. George Knapp acoge el 3 º y 4 º domingo de cada mes, y cuando hay un 5 º Domingo, Art Bell o en este caso un suplente toma la dirección del programa.

## Otros programas asociados
Varios programas afiliados con Coast to Coast AM han transmitido directamente en los pases de los anuncios publicitarios precedentes a la edición del programa del sábado por la noche, desde las 6 de la tarde hasta las 10 de la noche en Tiempo Pacífico.

### Dreamland
Dreamland fue otra creación de Art Bell, casi idéntico a Coast to Coast AM, pero con un número limitado de llamadas. Art Bell presentaba Dreamland a primeras horas de la tarde del Domingo, hasta que cedió el puesto del programa a Whitley Strieber. Esto se prolongó para preceder a Coast to Coast AM sobre las mayores estaciones afiliadas en las noches del Domingo, pero pasaron a redactar los sábados por la noche (después de que Premiere Radio Networks comenzó a sindicar Matt Drudge) y luego dejara caer en retiro por completo el programa. Ahora se escucha exclusivamente a través de Internet.
Dreamland sigue centrándose en mucho de los mismos temas que su programa hermano, aunque a menudo con un toque de vista más espiritual, así como un mayor énfasis en los extraterrestres.

### Coast to Coast Live
En el momento del regreso de Art Bell en enero de 2006, Ian Punnett presenta Coast to Coast Live los sábados desde las 9 de la noche a 1 de la madrugada. Una derivación del original Coast to Coast AM, el programa abordaba temas similares, como su programa insignia. Con la jubilación de Art Bell en julio de 2007, Coast to Coast Live se suspendió, con la vuelta de Ian Punnett para presentar la regular edición del sábado.

### Art Bell, Somewhere in Time
En sustitución de Coast to Coast Live a últimas horas del sábado por la noche, es una serie de repeticiones de los clásicos programas de Art Bell en Coast to Coast AM, bajo el nombre de "Somewhere in Time" (en español "En algún lugar del tiempo").

## Boletín informativo
El programa de radio publica un boletín mensual para los abonados, llamado After Dark. Se analizan temas que son tratados en el programa. Tiene catorce páginas y aproximadamente el 46% de las catorce páginas son ilustraciones y fotografías en vez de texto. La portada es una ilustración y la contraportada es un listado de la programación de los programas recientes.

## Cultura popular
- En la película animada Scooby-Doo en la isla de los zombis, Daphne trabaja en el programa de televisión, afirmando irónicamente que todas las historias de monstruos y fantasmas que su equipo ha tenido, no eran más que fraudes, ya que siempre resultaban ser "tipos malos con máscaras".